# Rhodiola marginata
Rhodiola marginata är en fetbladsväxtart som beskrevs av A.J.C. Grierson. Rhodiola marginata ingår i släktet rosenrötter, och familjen fetbladsväxter. Inga underarter finns listade i Catalogue of Life.